# Ioannis Kalitsounakis
Ioannis Emmanouil Kalitsounakis, auch Ioannis Emmanuel Kalitsunakis, deutsch meist Johannes E. Kalitsunakis (griechisch Ιωάννης Εμμανουήλ Καλιτσουνάκης, * 1878 in Chania; † 2. Oktober 1966 in Bukarest) war ein griechischer Byzantinist und Neogräzist.

## Leben
Nach dem Schulbesuch in Chania studierte Kalitsounakis von 1894 bis 1901 an der Universität Athen. Von 1902 bis 1904 ging er mit einem Stipendium des Kretischen Staats nach Deutschland, wo er zunächst an der Universität Jena, dann an der Universität Berlin Philosophie, Klassische Philologie und Pädagogik unter anderem bei Ulrich von Wilamowitz-Möllendorff, Eduard Meyer, Wilhelm Schulze, Friedrich Paulsen und Adolf Harnack studierte. 1906 wurde er als Nachfolger von Ioannis Mitsotakis zum Lektor im dortigen Seminar für Orientalische Sprachen ernannt, 1918 zum Professor. Während des Ersten Weltkriegs war er 1916 zeitweilig im Lager für politische Gefangene in Holzminden interniert. 1924 kehrte er nach Griechenland zurück, wo er zum ordentlichen Professor für altgriechische Philologie an der philosophischen Fakultät der Universität Athen ernannt wurde, eine Stellung, die er bis zu seiner Emeritierung 1948 innehatte. 1926 war er Gründungsmitglied der Akademie von Athen. Von 1928 bis 1939 hatte er eine Professur für Byzantinische Philologie an der Universität Berlin unter Beibehaltung seines Athener Lehrstuhls inne. 1937 war er Dekan der philosophischen Fakultät der Universität Athen. 1938 war er Gründungsmitglied der Gesellschaft für kretische Studien (Εταιρεία Κρητικών Σπουδών), 1947 war er Präsident der Akademie von Athen. Von 1949 an lehrte er byzantinische und neugriechische Philologie an der Freien Universität Berlin, die ihn 1953 zum Honorarprofessor ernannte. 1961 war er Präsident des Philologischen Vereins Parnassos (Φιλολογικός Σύλλογος Παρνασσός). Im selben Jahr war er Mitglied des Komitees des ersten internationalen Kongresses für kretische Studien. 1966 verstarb er auf einer Reise als Delegierter der Akademie von Athen zum Kongress anlässlich des hundertjährigen Bestehens der Rumänischen Akademie in Bukarest an einem Herzinfarkt. Kalitsounakis wurde mit der Großkomtur (Ανώτερος Ταξιάρχης) des Phönix-Ordens ausgezeichnet.

### „Bericht der Zentralkommission zur Feststellung von Gräueltaten auf Kreta“
Im Auftrag der griechischen Regierung dokumentierte Kalitsounakis 1945 als Mitglied einer vierköpfigen Kommission gemeinsam mit Nikos Kazantzakis und Ioannis Kakridis die Verbrechen der deutschen Wehrmacht auf Kreta während des Zweiten Weltkriegs. Der 107-seitige „Bericht der Zentralkommission zur Feststellung von Gräueltaten auf Kreta“ (Έκθεση της Κεντρικής Επιτροπής Διαπιστώσεως Ωμοτήτων εν Κρήτη) mit Fotografien von Konstantinos Koutoulakis war jahrzehntelang verschollen. Eine Abschrift wurde 1983 wiederentdeckt und im selben Jahr erstmals von der Gemeinde Iraklio im griechischen Original veröffentlicht. Nach Kakridis war der Bericht im Zuge der Wiederaufnahme von diplomatischen Beziehungen von den ersten griechischen Nachkriegsregierungen unterdrückt worden, um die angestrebten Handelsabkommen zwischen der BRD und Griechenland nicht zu behindern.

## Schriften (Auswahl)
- Neugriechisch-deutsches Gesprächsbuch mit besonderer Berücksichtigung der Umgangssprache (= Sammlung Göschen, Bd. 587). Walter de Gruyter, Berlin 1912.
  - Neugriechisch-deutsches Gesprächsbuch (= Sammlung Göschen, Bd. 587). Bearb. von Alexander Steinmetz, 2. Aufl. Walter de Gruyter, Berlin 1960.
- Neugriechisches Lesebuch (Schrift- und Lesebuch). 1914.
- Μεσαιωνικαί και νέαι ελληνικαί ερμηνείαι παρ' Ευσταθίω. 1919.
  - Deutsche Fassung: Mittel- und neugriechische Erklärungen bei Eustathius. Walter de Gruyter, Berlin 1919.
- Επταδικαί έρευναι. In: Αθήνα. Σύγγραμμα Περιοδικόν της εν Αθήναις Επιστημονικής Εταιρείας Band 31, 1921, S. 107–199. – „Forschungen zur Zahl Sieben“, (online)
- Grammatik der neugriechischen Schriftsprache (= Sammlung Göschen 947). Walter de Gruyter, Berlin/Leipzig 1927.
- Albert Thumb: Grammatik der neugriechischen Volkssprache. 2., völlig neubearbeitete und erweiterte Auflage von Johannes E. Kalitsunakis. Walter de Gruyter, Berlin 1928
- Η πρώτη επιστημονική έκδοση του Αριστοτέλη. 1936. – „Die erste wissenschaftliche Ausgabe des Aristoteles“
- Αι περί Κρήτης εν τη Δυτική Ευρώπη ειδήσεις εκπνεούσης της Ενετοκρατίας εν τη νήσω. 1938. – „Die Nachrichten über Kreta in Westeuropa beim Untergang der Venetokratie auf der Insel“
- Περί του γλωσσικού ζητήματος και του ζητήματος των τόνων. 1944. – „Über die Sprachfrage und die Frage der Akzente“
- Η αναβίωσις των κλασσικών σπουδών εν Ελλάδι από της απελευθερώσεως και εντεύθεν. 1958. – „Das Wiederaufleben der klassischen Studien in Griechenland von der Befreiung und danach an“